# 結婚不結婚
參數所指定的目標頁面不存在，建議更正成存在頁面或直接建立下列一個頁面（建立前請先搜尋是否有合適的存在頁面可以取代）：
- 結婚不結婚 (公視)

《結婚不結婚》，日本富士電視台於2012年10月11日開始播放的電視連續劇，每週四22:00 - 22:54播出。由菅野美穗、天海祐希與玉木宏主演。

## 劇情簡介
三位不同領域的男女各自有不結婚的理由：很滿足自己的單身生活，所以不結婚；很想結婚偏偏沒對象也沒姻緣，只好不結婚；目前的經濟狀況只能養活自己，無法去結婚。究竟他/她心目中的理想對象會不會出現呢？

## 演員陣容
※角色名稱 - 演出者／香港配音

### 主要人物
- 田中千春 - 菅野美穗／劉惠雲

旅行社「H.I.S」的約聘職員。1977年10月4日出身，因接近中年加上眼見朋友都先後結婚產子而自己依舊單身而感到焦慮。興趣為瑜伽。
- 桐島春子 - 天海祐希／黃玉娟

原為庭園設計公司「Natural Gardener」的設計師，之後被調任子公司－花店「Maison FLORAL」的店長。
- 工藤純平 - 玉木宏／黃啟昌

花店「Maison FLORAL」的打工人員。辭職後決定到北海道投靠大學學長，教導小朋友繪畫，同時創作自己的作品。
以上三人感情上都找到了各自所屬。千春、純平、春子，再加上谷川教授，四人都有了一致的共識：「就算不結婚，也能彼此相愛」

### 旅行社「H.I.S」
- 鈴村真理子 - 福田彩乃／黃淑芬

千春的晚輩。為得到結婚對象而不時參加交友聯誼會，最終和森田純交往。
- 森田純 - 入江甚儀／張裕東

千春、真理子晚輩。和女朋友分手後和真理子交往。
- 高原誠司 - 德重聰／葉振聲

### 庭園設計公司「Natural Gardener」設計部
- 原田 - 中野順一朗

春子的同事。
- 澤田 - 田島俊弥

春子的同事。
- 樋口亨 - 石橋凌／陳永信

春子的上司兼外遇對象。

### 明楓大學
（註：實際外景地點為東京廣播學院專門學校及日本工學院八王子專門學校） 
- 谷川修司 - 小市慢太郎／陳欣

大學社會學科教授。
- 山田弘樹 - 東出昌大／ 黃積權
- 佐倉麻衣 - 三吉彩花／陳皓宜

大學一年級生、花店「Maison FLORAL」的打工人員。暗戀同班的山田，一直在找機會向他告白。最後麻衣告白成功，兩人開始交往。
- 鈴木朋美 - Sharo ／ 黃瑩瑩
- 佐藤翔太 - 永江祐貴／ 鍾見麟

### 田中家
- 田中紀子 - 市毛良枝／黃麗芳
- 田中卓 - 春海四方／盧國權
- 田中千夏 - 中村友理／ 羅孔柔
- 橘陽一郎 - 青柳翔／ 張方正

### 桐島家
- 桐島陽子 - 梶芽衣子／許盈

春子的母親。在丈夫死後一直照顧家姑房江。
- 桐島房江 - 市川千恵子／陸惠玲

春子的祖母。

### 其他
- 河野瑞希 - 伊藤步／魏惠娥
- 美加子 - 西尾麻里／曾佩儀
- 石川由香里 - 西山繭子／林芷筠
- 渡邊築實 - 市川實和子／陳琴雲

### 客串演員

#### 第1集
- 小島圭介 - 中村俊介／曹啟謙（第3集）

千春的前男友。即將與瞳結婚，為準備蜜月來到旅行社，與千春再次見面。因為瞳的婚前恐懼症導致兩人瀕臨分手邊緣，在千春的鼓勵下與瞳重修度好。
- 久保裕司 - 袴田吉彦／麥皓豐

千春大學時代的社團夥伴，與小島圭介為好友。因要籌辦公司員工旅行，來到千春任職的旅行社。
- 菊池瞳 - 長谷部瞳／黃昕瑜

即將與圭介結婚的準新娘。因為婚前恐懼症而與圭介大吵一架。
- 警官 - 德井優／朱子聰（完結篇）

神奈川縣警察山手南警察署山本町派出所巡査。看到在公園噴水池玩水的千春及春子，將她們帶回派出所作筆錄。最終回中千春丟出的紙飛機（用結婚登記書摺成）打到了警官的頭，千春與春子趕緊（大笑著）開溜，警官氣得追了出去～

#### 第2集
- 淺井隆史 - 池内萬作／蕭徽勇

製藥公司的藥品開發部研究員。千春的相親對象。
- 石川 - 八幡朋昭／張錦江

由香里的丈夫。餐廳老闆。因為經營不善而破產歇業。

#### 第3集
- 澤井秀雄 - 山中聰（第5、10集）／ 李鎮然

「HIDEO ART GALLERY」畫廊的負責人。瑞希個展的主辦者。
- 美帆 - 松岡惠望子／張頌欣

千春職場上的後輩。

#### 第4集
- 工藤遼平 - 眞島秀和／劉奕希（完結篇）

純平的哥哥。已婚有小孩。負責管理公司在上海的分店業務。
- 工藤良雄 - 田窪一世／陳永信

純平與遼平的叔父。決定將女兒有紀送到英國留學。

#### 第5集
- 樋口詩織 - 筒井真理子／黃麗芳

樋口的妻子。已發現春子與自己丈夫的外遇關係，之後與樋口離婚。
- 樋口愛美 - 藤本泉／成瑤孆

樋口的女兒。

#### 第6集
- 石川蓮- 五十嵐空／何璐怡

由香里的兒子。由香里前往福岡處理餐廳破產的相關事宜時，委託千春代為照顧。

#### 第8集
- 小林和夫 - 高杉亘／張錦江

「Natural Gardener」設計部副部長，於樋口離職後升任。勸說春子回總公司。

#### 第10集
- 高柳優子 - 今野麻美／沈小蘭（完結篇）

婦產科醫師，診斷出春子得了子宮頸瘤。春子的手術主治醫師。

## 製作
- 編劇：山崎宇子、坂口理子
- 音樂：末廣健一郎、MAYUKO
- 導演：石井祐介、田中亮
- 製作人：中野利幸
- 製作：富士電視台電視劇製作中心

## 主題曲
- 可苦可樂 《紙飛行機》

## 收視率
| 各話                                                    | 播放日期       | 日文副標題 | 中文副標題                                                         | 花 「花語」                       | 導演     | 收視率 |
| ------------------------------------------------------- | -------------- | ---------- | ------------------------------------------------------------------ | --------------------------------- | -------- | ------ |
| 第1話                                                   | 2012年10月11日 |            | 結婚理所當然！？義務！？不能VS不要的女人！！未婚女的戀愛與結婚！？ | 非洲菊 「一歩」                   | 石井祐介 | 13.0%  |
| 第2話                                                   | 2012年10月18日 |            | 想結婚！！但是，不能讓步的條件是！？                               | 翠菊 「相信愛」                   | 石井祐介 | 13.6%  |
| 第3話                                                   | 2012年10月25日 |            | 不重用的我們！？炒熱話題！！戀愛的方向是！！今晚網站與生活動向！！ | 聖誕玫瑰 「重要的人，牢固的友誼」 | 田中亮   | 10.3%  |
| 第4話                                                   | 2012年11月1日  |            | 單身=不孝順！？身為未婚女子的大奮鬥！！                            | 翠雀 「給你幸福」                 | 田中亮   | 10.9%  |
| 第5話                                                   | 2012年11月8日  |            | 受到的感動與舉動！？戀愛的目的的衝擊！！                           | 百子蓮 「戀愛的來訪」             | 石井祐介 | 12.2%  |
| 第6話                                                   | 2012年11月15日 |            | 奔跑出來的愛！？在最後找到了答案                                   | 康乃馨 「母愛」                   | 田中亮   | 11.3%  |
| 第7話                                                   | 2012年11月22日 |            | 美好的再見不重用的戀愛的代價！？                                   | 紫羅蘭 「凝視未來」               | 石井祐介 | 10.9%  |
| 第8話                                                   | 2012年11月29日 |            | 接吻的夜晚···戀愛與人生的大逆轉！！                                | 野薔薇 「從痛苦中崛起」           | 關野宗紀 | 10.6%  |
| 第9話                                                   | 2012年12月6日  |            | 女人的友情的大混亂！！一巴掌的眼淚！？                             | 一品紅 「為了你的幸福祈禱」       | 石井祐介 | 12.7%  |
| 第10話                                                  | 2012年12月13日 |            | 女人的人生，最後的選擇                                             | 大花蕙蘭 「坦白的心」             | 田中亮   | 12.6%  |
| 最終話                                                  | 2012年12月20日 |            | 最後的選擇與決定!!我們給予的答覆!!                                 | 石蒜科 「期待相會的一天」         | 石井祐介 | 11.7%  |
| 平均收視率11.8% (收視率由Video Research於關東地區統計） |                |            |                                                                    |                                   |          |        |

## 外部連結
- 富士電視台官方網頁（日語）
- 緯來日本台官方網頁 （页面存档备份，存于）（繁體中文）

## 節目的變遷
| 日本富士電視台 木曜劇場                           | 日本富士電視台 木曜劇場                     | 日本富士電視台 木曜劇場 |
| ------------------------------------------------- | ------------------------------------------- | ----------------------- |
|                                                   | 不結婚 （2012年10月11日－2012年12月20日）   |                         |
| 東野圭吾 懸疑故事 （2012年7月5日－2012年9月20日） | 最棒的離婚 （2013年1月10日－2013年3月21日） |                         |

| 臺灣 緯來日本台 週一至週五 21:00 - 22:00                                                                                                  | 臺灣 緯來日本台 週一至週五 21:00 - 22:00        | 臺灣 緯來日本台 週一至週五 21:00 - 22:00 |
| --- | ----------------------------------------------- | ---------------------------------------- |
| | 結婚 （2013年1月2日－2013年1月16日）            |                                          |
| 派遣女醫X （2012年12月18日－2012年12月27日） ↓ 我家小孩有夠多！大家族奮鬥記 （2012年12月28日） ↓ MUSIC STATION新春豪華版 （2013年1月1日） | 我的學生是惡夢 （2013年1月17日－2013年1月31日） |                                          |

| 香港 無綫劇集台 星期日15:00 - 17:00及21:00 - 23:00                                                                                   | 香港 無綫劇集台 星期日15:00 - 17:00及21:00 - 23:00 | 香港 無綫劇集台 星期日15:00 - 17:00及21:00 - 23:00                                                                    |
| --- | -------------------------------------------------- | --- |
| | 不結婚女人 （2013年2月17日－2013年3月24日）        | |
| 理想的兒子 （2013年1月13日－2013年2月10日）                                                                                          | （2013年3月24日－2013年4月28日）                   | |
| 香港 無綫電視J2 星期日 21:30 - 22:30 · 11月17日 21:30 - 22:45 · 2014年1月12日 暫停播映 · 2014年1月26日 21:35 - 23:30（連續播映兩集） |                                                    | |
| 古書堂事件手帖 （2013年9月1日－2013年11月10日）                                                                                      | 不結婚女人 （2013年11月17日－2014年1月26日）       | 上鎖的房間 （2014年2月9日－2014年4月20日） 上鎖的房間 智破鏡迷宮 （2014年4月27日）                                    |
| 香港 高清翡翠台 星期日 09:00 - 11:00 · 12月28日 09:00 - 10:00                                                                        |                                                    | |
| （2014年10月19日－2014年11月16日）                                                                                                   | 不結婚女人 （2014年11月23日－2014年12月28日）      | 中東風味Guide（09:00 - 10:00） （第1集） （2015年1月4日）古文明揭秘（10:00 - 11:00） （2014年12月28日－2015年1月4日） |

| 臺灣 八大戲劇台 星期六、日 18:00 - 20:00          | 臺灣 八大戲劇台 星期六、日 18:00 - 20:00     | 臺灣 八大戲劇台 星期六、日 18:00 - 20:00 |
| ------------------------------------------------- | -------------------------------------------- | ---------------------------------------- |
|                                                   | 結婚不結婚 （2021年4月17日－2021年5月2日）   |                                          |
| 我無法戀愛的理由 （2021年3月27日－2021年4月11日） | 最完美的離婚 （2021年5月8日－2021年5月22日） |                                          |